# Islas Malveiras
Las islas Malveiras son un sub-archipiélago español en la provincia de Pontevedra que forman parte del archipiélago de Cortegada, y con ella integradas en el parque nacional de las Islas Atlánticas de Galicia.

## Descripción
Se sitúan a poniente de la isla de Cortegada y están formadas por dos pequeñas islas (Malveira Grande y Malveira Chica) y un islote (Illa das Cabras); en su conjunto suman 5,5 hectáreas de superficie.
La mayor está rodeada de arena en toda su parte sur y es rocosa en su parte norte; contiene vegetación (especialmente tojos, helechos, higueras bravas y laureles) y posee un par de pinos en su cima. Está coronada por una vieja cruz de piedra y se ven los restos de una caseta de ladrillo. La Malveira Chica es más baja y pedregosa que la anterior, y en ella sólo crece el tojo.
| ■ Villagarcía ■ Carril ■ Villajuán ■ Cea ■ Bamio ■ Arealonga ■ Rubianes Municipio de Villanueva de Arosa ■ Villanueva Isla de Arosa ■ Arosa Municipio de Cambados Municipio de Catoira ■ Catoira Municipio de Ribadumia Municipio de Meis Municipio de Caldas de Reyes ■ Caldas de Reyes Municipio de Portas Municipio de Boiro ■ Boiro Municipio de Rianjo ■ Rianjo Isla de Cortegada Briñas Malveiras Ría de Arosa |
| Localización de las islas en Villagarcía. |